# Fernando, Príncipe Hereditário da Dinamarca
Fernando da Dinamarca (Copenhaga, 22 de novembro de 1792 - Copenhaga, 29 de junho de 1863) foi um membro da família real dinamarquesa, neto do rei Frederico V. Foi príncipe hereditário da Dinamarca de 1848 até à sua morte. Se tivesse vivido mais cinco meses tinha-se tornado rei. 

## Família
Fernando era o filho mais novo do príncipe-herdeiro Frederico da Dinamarca e da duquesa Sofia Frederica de Mecklemburgo-Schwerin. Era irmão mais novo do rei Cristiano VIII da Dinamarca. Os seus avós paternos eram o rei Frederico V da Dinamarca e a duquesa Juliana Maria de Brunswick-Wolfenbüttel. Os seus avós maternos eram o duque Luís de Mecklemburgo-Schwerin e a duquesa Carlota Sofia de Saxe-Coburgo-Saalfeld.

## Primeiros anos
Cristiano VII, tio de Fernando, tinha sido declarado louco, por isso o seu pai foi regente do país após a queda de Johann Friedrich Struensee em 1772. Contudo, após um golpe de estado em 1784, quando o filho do rei, o príncipe-real Frederico, passou a ser regente, o pai de Fernando perdeu toda a influência que tinha na corte. Apesar de tudo, o príncipe-real não tinha descendentes masculinos, pelo que Fernando e o seu irmão Cristiano eram os descendentes masculinos mais próximos do trono.
Quando o Palácio de Christiansborg foi destruído por um incêndio em 1794, o jovem príncipe e a sua família mudaram-se para o Palácio de Amalienborg onde Fernando cresceu, passando os seus verões no Palácio de Sorgenfri.

## Casamento
O príncipe Fernando casou-se no Palácio de Frederiksberg no dia 1 de agosto de 1829 com a sua prima em segundo-grau, a princesa Carolina da Dinamarca, filha mais velha do príncipe Frederico que tinha retirado o pai de Fernando da regência em 1784. Quando Frederico VI morreu em 1839, Carolina não o pode suceder devido à lei sálica, tendo este passado para o seu parente masculino mais próximo, o irmão mais velho de Fernando, o príncipe Cristiano Frederico.

## Últimos anos
O número de membros masculinos da família real dinamarquesa era tão pequeno que nas décadas que se seguiram Fernando continuou a ser o príncipe mais próximo do trono. Quando o seu irmão Cristiano morreu em 1848, um Fernando envelhecido tornou-se herdeiro presuntivo do trono da Dinamarca.
Fernando morreu sem ter filhos, uma das razões pela qual o ramo principal da família real dinamarquesa se extinguiu, levando ao rebentar da Segunda Guerra de Schleswig. Esperava-se que Fernando fosse o primeiro a romper com a contínua linha de reis chamados Cristiano e Frederico desde o século XVI.